# Port Isaac
Port Isaac är en by i civil parish St. Endellion, i distriktet Cornwall, i grevskapet Cornwall, i England. Byn är belägen 8 km från Wadebridge. Byn hade 503 invånare år 2021.